# 摩根敦 (密西西比州亞當斯縣)
摩根敦（英語：Morgantown）是位於美國密西西比州亞當斯縣的普查規定居民點。

## 人口
根據2020年美國人口普查的數據，摩根敦的面積為2.10平方千米，皆為陸地。當地共有人口1334人，而人口密度為每平方千米635.24人。